# 李普曼群島
65°30′S 64°26′W / 65.500°S 64.433°W
李普曼群島（Lippmann Islands），是南極洲的群島，位於葛拉漢地西岸，處於拉耶島西北面，由讓-巴蒂斯特·夏古率領的法國探險隊繪入地圖，以曾獲得諾貝爾物理學獎的法國物理學家加布里埃爾·李普曼命名，現時由南極條約體系管理。